# Tecoma capensis

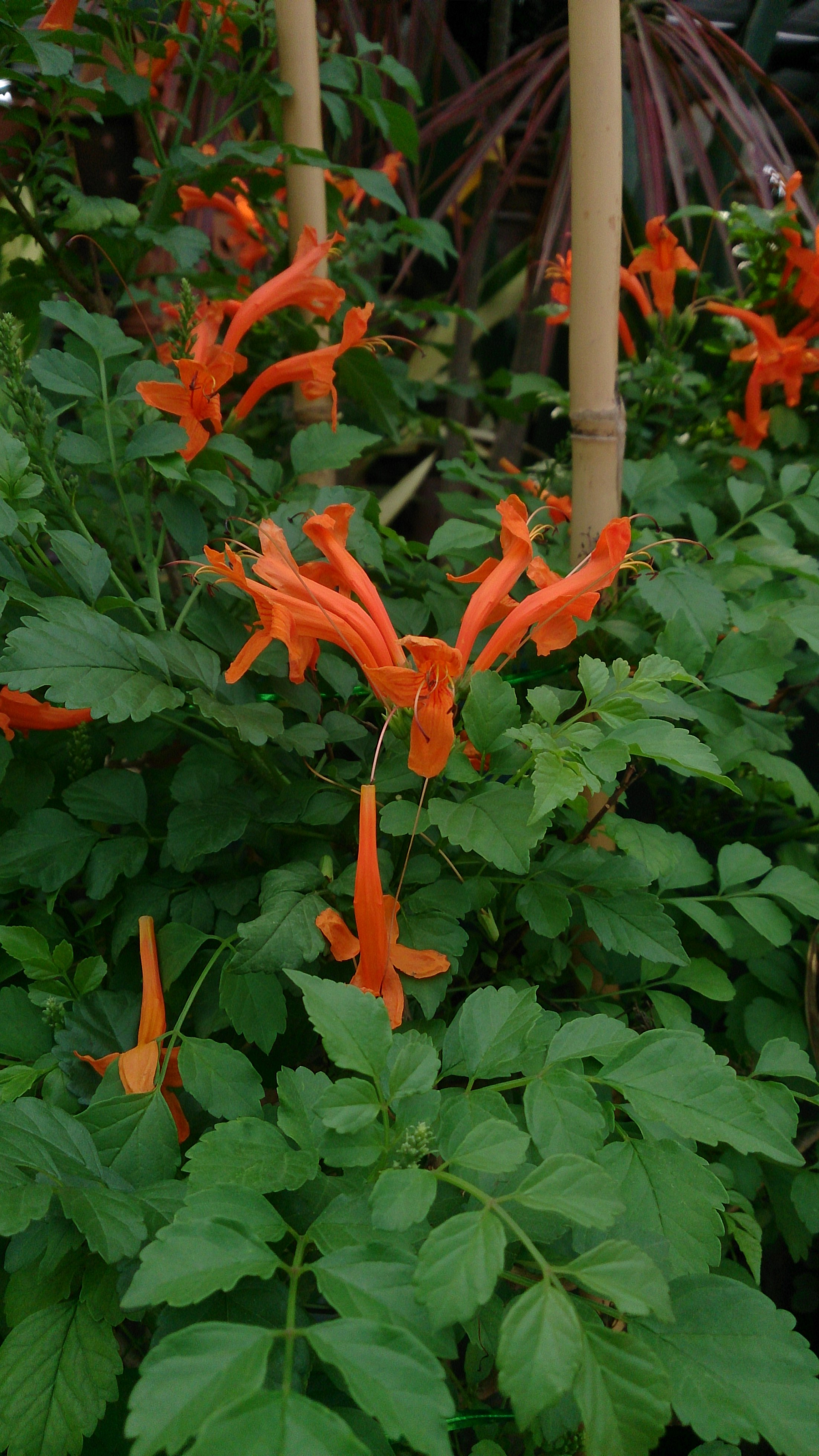
Vista de la planta

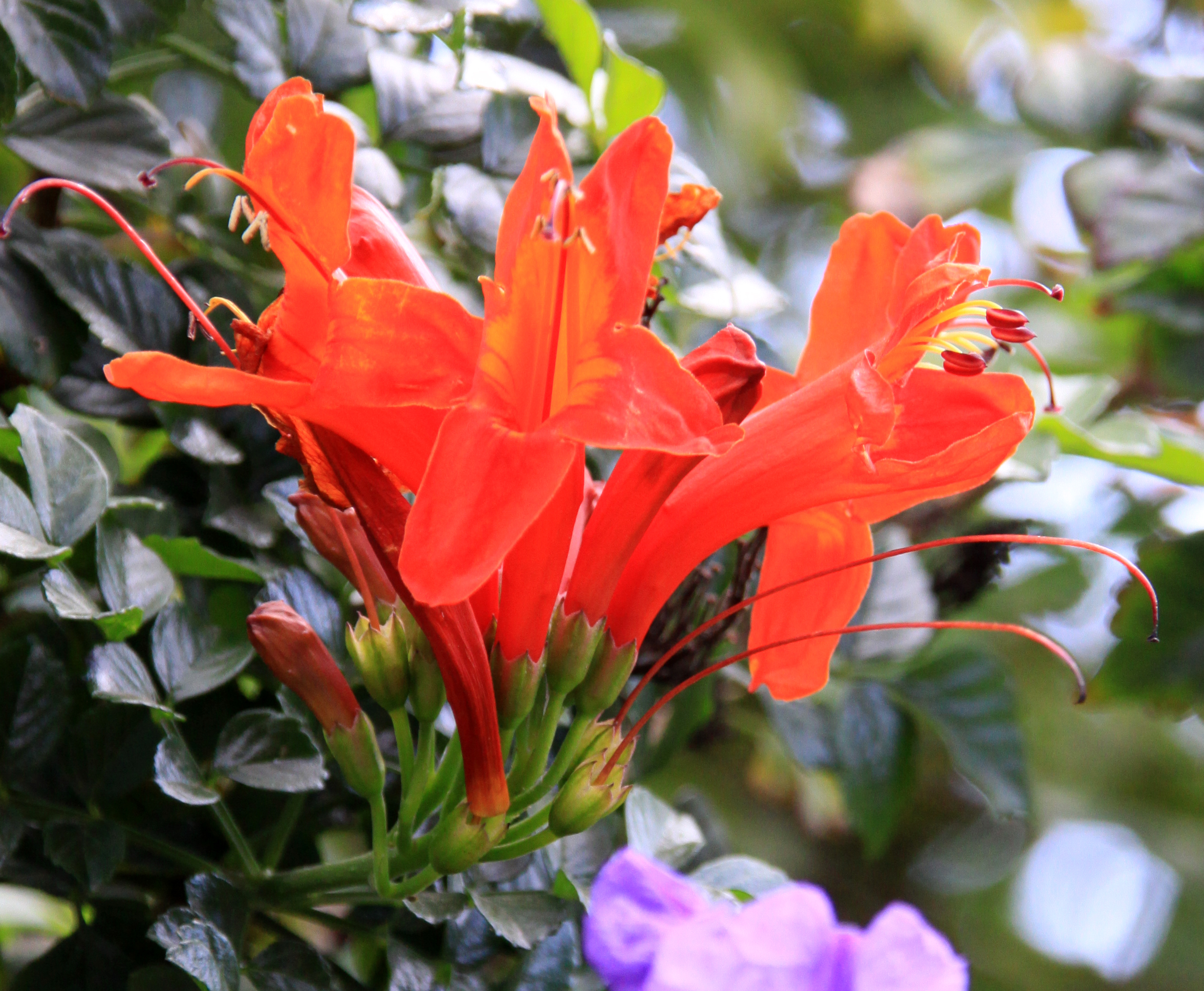
Flors

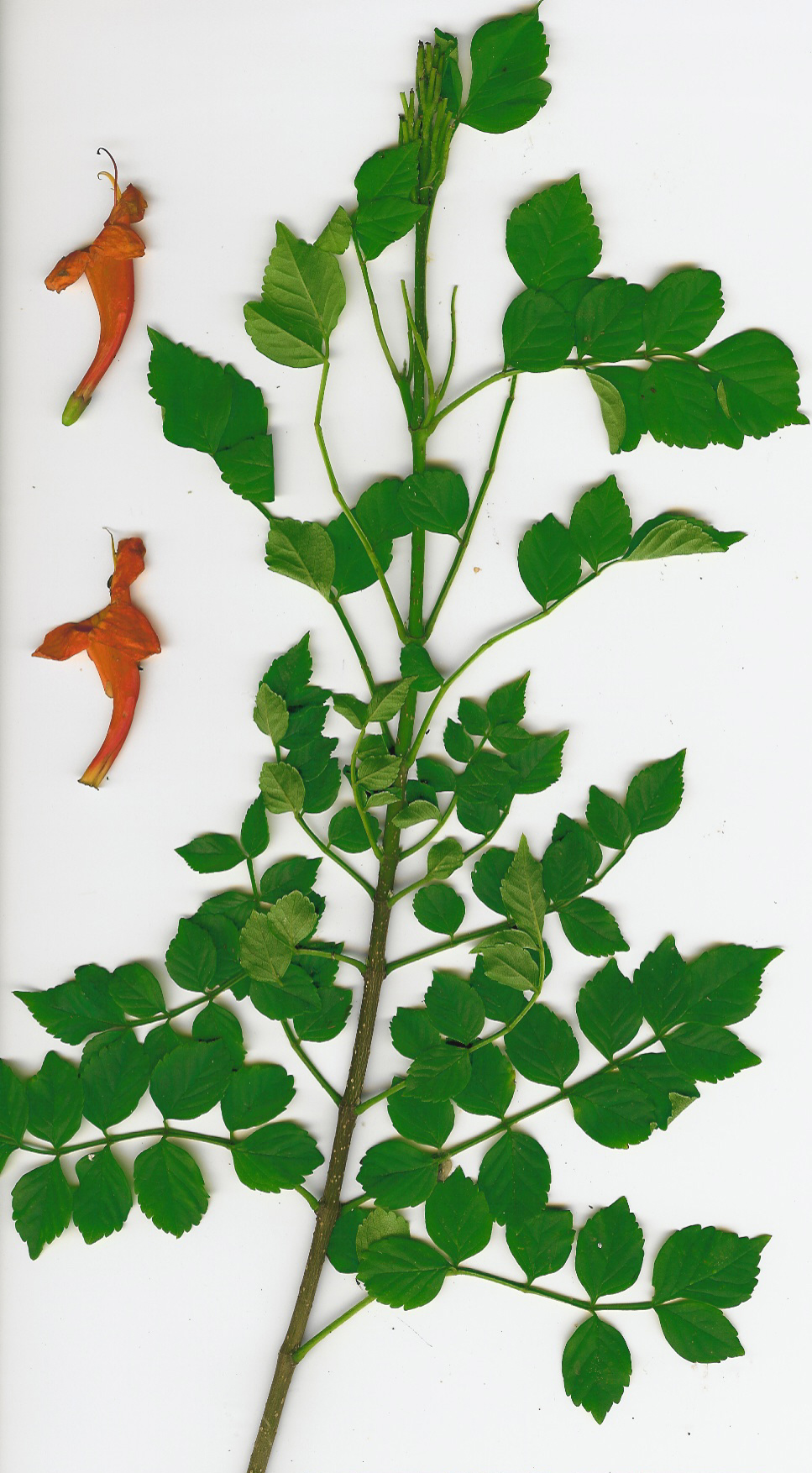
Detalls

Tecoma capensis és una espècie de planta de la família de les bignoniàcies.

## Descripció
És un arbust erecte, que arriba a mesurar 2-3 m d'alçada i una amplada similar. Normalment sempre verd, pot perdre les seves fulles en climes més freds. En certs hàbitats pot recolzar-se, el que significa que dispara puntes de creixement llargues que es recolzen en les tiges i branques d'altres plantes, així com còdols, enreixats, tanques i murs; això pot portar a la planta a aparèixer desordenada. Les fulles mesuren fins a 15 cm de longitud, són oposades, lleugerament dentades, de color verd a verd fosc, i pinnades amb 5-9 folíols oblongs. Les flors són tubulars, estretes, d'uns 7,5 cm de llarg, i es produeixen en diferents moments al llarg de l'any. S'agrupen en llargs raïms terminals de 10-15 cm de llarg. Les flors en color van del taronja al taronja-vermell albercoc.

## Distribució
L'espècie es troba de manera natural a Sud-àfrica, Eswatini i el sud de Moçambic. Es conrea en altres zones del món, com al sud-est d'Àsia, Hawaii i Amèrica. Es pot considerar com invasora en illes remotes, com les Açores (com es veu a l'Illa de São Miguel, prop de Ponta Garça).

## Cultiu
Aquesta planta es conrea des de fa molts anys i s'utilitza sovint per a crear cobertura, ja que és un arbust d'aleatorització. Es pot propagar per estaques o traient els plançons arrelats durant la fase de creixement actiu.
Pot plantar-se en semi-ombra i plena llum. En zones fredes les plantes joves han de ser protegides de les gelades. Per mantenir aquest arbust net i ordenat, ha de ser podat a finals d'hivern per promoure un nou creixement i flors. L'aplicació d'un fertilitzant equilibrat després de la poda millorarà el creixement i la floració.
Aquesta planta ha guanyat l'Award of Garden Merit. de la Royal Horticultural Society.

## Ecologia
Tecoma capensis és una planta excel·lent per a utilitzar en un jardí de vida silvestre al sud d'Àfrica, ja que és popular entre els ocells i certs insectes a causa del seu nèctar. Pot ser bastant dens (si no és podat) i com a tal es pot utilitzar com un lloc d'anidació per unes poques espècies d'aus.
Les larves d'Acherontia atropos i Coelonia mauritii mengen les fulles d'aquesta planta.

## Taxonomia
Tecoma capensis va ser descrita per (Thunb.) Lindl. i publicada a The Botanical Register. .. 13: t. 1117, l'any 1828.

### Etimologia
- Tecoma: nom genèric que deriva del náhuatl de la paraula tecomaxochitl, que es va aplicar pels pobles indígenes de Mèxic a les plantes amb flors tubulars.[3]
- capensis: epítet geogràfic que fa al·lusió a la seva localització al Cap de Bona Esperança.[4]

### Sinonímia
- Bignonia capensis Thunb.
- Ducoudraea capensis Bureau
- Gelseminum capense (Lindl.) Kuntze
- Tecoma petersii Klotzsch
- Tecomaria capensis (Thunb.) Spach
- Tecomaria capensis var. flava Verdc.
- Tecomaria krebsii Klotzsch
- Tecomaria petersii Klotzsch[5]